# Le Petit-Mercey
Le Petit-Mercey är en kommun i departementet Jura i regionen Bourgogne-Franche-Comté i östra Frankrike. Kommunen ligger i kantonen Gendrey som tillhör arrondissementet Dole. År 2018 hade Le Petit-Mercey 125 invånare.

## Befolkningsutveckling
Antalet invånare i kommunen Le Petit-Mercey
Referens:INSEE